# Wyznania łgarza (film)
Wyznania łgarza (fr. Confessions d'un Barjo, ang. Barjo) – powstały w 1992 francuski film będący adaptacją powieści Philip K. Dicka Wyznania łgarza (ang. Confessions of a Crap Artist). Powieść ta jest jedyną pozycją w dorobku autorskim pisarza (pierwotnie napisaną w 1959, a wydaną w 1975), która nie zawiera żadnych elementów fantastyki naukowej w swojej fabule. 
Film wyreżyserował Jérôme Boivin według scenariusza napisanego przez Jacques Audiarda oraz samego reżysera. W rolach głównych wystąpili Anne Brochet, Richard Bohringer oraz Hippolyte Girardot. Zdjęcia kręcono w Annecy.

## Fabuła
Barjo (Hippolyte Girardot) jest naiwnym ekscentrykiem cierpiącym na obsesje. Po przypadkowym pożarze, wywołanym we własnym domu w wyniku nieudanego eksperymentu "naukowego", przeprowadza się do mieszkania swojej impulsywnej siostry bliźniaczki Fanfan (Anne Brochet), która jest żoną Charlesa zwanego "Królem Aluminum" (Richard Bohringer). W nowym otoczeniu Barjo kultywuje stare nawyki: kataloguje stare magazyny naukowe, wypróbowuje dziwne wynalazki, zapełnia notatnik obserwacjami na temat zachowań ludzkich i własnymi przemyśleniami na temat zbliżającego się końca świata. W zapiskach możemy dostrzec rozwój konfliktu oraz napięcia seksualnego pomiędzy Fanfan i Charlesem, a także popadanie Charlesa w szaleństwo.

## Obsada
- Richard Bohringer jako Charles
- Anne Brochet jako Fanfan
- Hippolyte Girardot jako Barjo
- Consuelo De Haviland jako Madame Hermelin
- Renaud Danner jako Michel
- Nathalie Boutefeu jako Gwen
- Jac Berrocal jako Mage Gerardini
- El Kebir jako Le gardien de l'usine
- Louise-Laure Mariani jako Petite fille
- Gilliane Sanki jako Petite fille
- Camille Gentet jako Fanfan enfant
- Charles-Elie Rouart jako Barjo enfant
- Lise Péault jako Irene Siccora
- Bertie Cortez jako Capitaine Cosmo
- Anne Bailly jako La femme métal
- Jean-Louis Lapassade jako Le père
- Stéphanie Nataf jako L'infirmière chef
- Olivier Coutard jako Un pilote du vaisseau spatial
- Jean-Pascal Chalard jako Un pilote du vaisseau spatial
- Yves Boivin jako Cosmonaute chef
- Roy Lekus jako Marmiton
- Jean-François Pierrard jako Un invité au mariage
- Alain Robak jako Infirmier